# Selección femenina de rugby de la Unión Soviética
La selección femenina de rugby de la Unión Soviética era el equipo de rugby femenino de la Unión Soviética. Jugó seis partidos entre 1990 y 1991, perdiéndolos todos. El equipo no contaba con fondos suficientes y sobrevivió a la Copa Mundial Femenina de Rugby de 1991 mediante el trueque y la venta de artículos de equipo y otros artefactos como el vodka. Dejaron de jugar después de 1991, debido al colapso de la Unión Soviética.

## Historia
La Unión Soviética jugó su primer partido en RugbyFest 1990 contra la selección femenina de rugby de Nueva Zelanda y perdió 8-0. También perdieron sus otros dos partidos en el torneo contra Países Bajos y Estados Unidos. Fueron invitadas a participar en la Copa Mundial de Rugby Femenina de 1991 en Gales. Esta fue la primera vez que la mayoría de los jugadores obtuvieron pasaportes de la Unión Soviética y viajaron fuera de la Unión Soviética. La mayoría del equipo estaba formado por el club de rugby Victoria, con sede en Moscú. El equipo se retrasó dos días y la mitad de su equipaje desapareció en el aeropuerto de Moscú. Cuando llegó el equipo, pasaron de contrabando cinco cajas de vodka ruso y caviar por la aduana del aeropuerto de Heathrow.
Cuando llegaron a Gales, recurrieron a la venta o el trueque de vodka, caviar y ropa deportiva para pagar sus gastos de manutención, ya que no se les permitía sacar dinero de la Unión Soviética. Oficiales de HM Customs and Excise visitaron al equipo cuando se enteraron de las ventas ilícitas de vodka, pero se fueron sin emitir ninguna aplicación debido a la barrera del idioma. La historia fue publicada en periódicos nacionales en el Reino Unido, lo que llevó a que se dieran varias donaciones para cubrir sus gastos, incluidas las comidas de un comerciante local de pasteles, £ 1,200 de un donante anónimo y £ 100 de la madre del equipo galés. La Unión Soviética perdió todos sus partidos durante el torneo contra Países Bajos, Estados Unidos y Canadá.
Los organizadores del torneo se quedaron con una deuda de 30.000 libras esterlinas con la Rugby Football Union, que se atribuyó principalmente al equipo soviético, ya que no pudieron pagar sus gastos. Esta fue la última vez que el equipo soviético jugó después de la disolución de la Unión Soviética; su lugar en la Copa Mundial Femenina de Rugby de 1994 fue ocupado por los equipos sucesores de Rusia y Kazajistán.

## Resultados

### Resumen
Solo internacionales completos
| Adversario       | Primer año | PJ | G | E | P | Prom. |
| ---------------- | ---------- | -- | - | - | - | ----- |
| Canadá           | 1991       | 1  | 0 | 0 | 1 | 0,00% |
| Nueva Zelanda    | 1990       | 1  | 0 | 0 | 1 | 0,00% |
| Países Bajos     | 1990       | 2  | 0 | 0 | 2 | 0,00% |
| Estados Unidos   | 1990       | 2  | 0 | 0 | 2 | 0,00% |
| Total (4 países) | 1990-1991  | 6  | 0 | 0 | 6 | 0,00% |

### Internacionales completos
Para obtener información sobre el estado de los juegos internacionales y la numeración de los partidos, consulte Unión internacional de rugby femenina § Estado de los partidos internacionales y Unión internacional de rugby femenina.
| RugbyFest 1990; 28 de agosto de 1990 | Nueva Zelanda | 8-0 | Unión Soviética | Christchurch, Nueva Zelanda |  |

| RugbyFest 1990; 30 de agosto de 1990 | Países Bajos | 12-4 | Unión Soviética | Christchurch, Nueva Zelanda |  |

| RugbyFest 1990; 31 de agosto de 1990 | Estados Unidos | 32-0 | Unión Soviética | Christchurch, Nueva Zelanda |  |

| Copa Mundial Femenina de Rugby de 1991; 8 de abril de 1991 | Países Bajos | 28-0 | Unión Soviética | Llanharan, Gales |  |

| Copa Mundial Femenina de Rugby de 1991; 10 de abril de 1991 | Estados Unidos | 46-0 | Unión Soviética | Cardiff, Gales |  |

| Copa Mundial Femenina de Rugby de 1991; 11 de abril de 1991 | Canadá | 8-0 | Unión Soviética | Cardiff, Gales |  |